# ニュージーランドの査証政策
ニュージーランドの査証政策（ニュージーランドのさしょうせいさく）では、ニュージーランド政府がニュージーランド（自治領であるクック諸島、ニウエは除く）に渡航しようとしている外国人に対して行っている査証（ビザ）政策について記述する。
（2012年10月）現在、ニュージーランド政府は後述の58の国の国籍者について、査証免除措置を行っている。

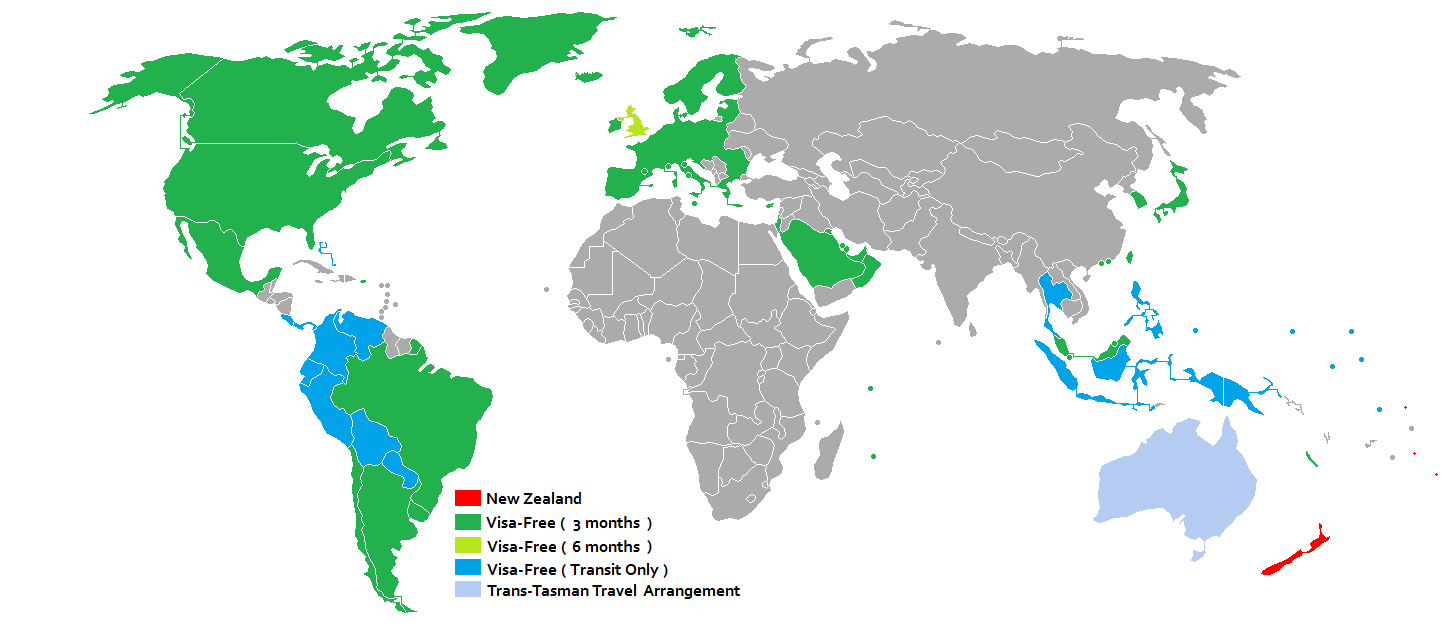
査証免除国一覧
ニュージーランド
3か月間査証免除
6か月間査証免除（イギリスのみ）
環タスマン海旅行協定（オーストラリアのみ）

## 査証免除措置国一覧

### 3か月以内
| アジア（8） - ブルネイ - 香港 - 日本 - 韓国 - マカオ - マレーシア - シンガポール - 台湾 | 中近東（8） - アラブ首長国連邦 - バーレーン - キプロス - イスラエル - クウェート - オマーン - カタール - サウジアラビア | アフリカ（2） - モーリシャス - セーシェル |

 ヨーロッパ（34） 
| - アンドラ - オーストリア - ベルギー - ブルガリア - クロアチア - チェコ - デンマーク - エストニア - フィンランド - フランス - ドイツ - ギリシャ | - ハンガリー - アイスランド - アイルランド - イタリア - ラトビア - リヒテンシュタイン - リトアニア - ルクセンブルク - マルタ - モナコ - オランダ | - ノルウェー - ポーランド - ポルトガル - ルーマニア - サンマリノ - スロバキア - スロベニア - スペイン - スウェーデン - スイス - バチカン |

| 北米（2） - カナダ - アメリカ合衆国 | 中南米（5） - アルゼンチン - ブラジル - チリ - メキシコ - ウルグアイ |

### 6か月以内
ヨーロッパ（1） 
- イギリス

## オーストラリアに関する特例
オーストラリア国民には、ニュージーランド到着時に環タスマン海旅行協定に基づいた滞在許可が付与される。